# Jehan Bellegambe
Jehan Bellegambe ou Jean Bellegambe (ou même Belgamb ou Belganb) (Douai, vers 1470 – Douai, vers 1534) est un peintre flamand surnommé le Maître des couleurs pour la transparence et le jeu de ses couleurs.
Douai est à cette époque une des plus grandes villes du comté de Flandre.

## Biographie

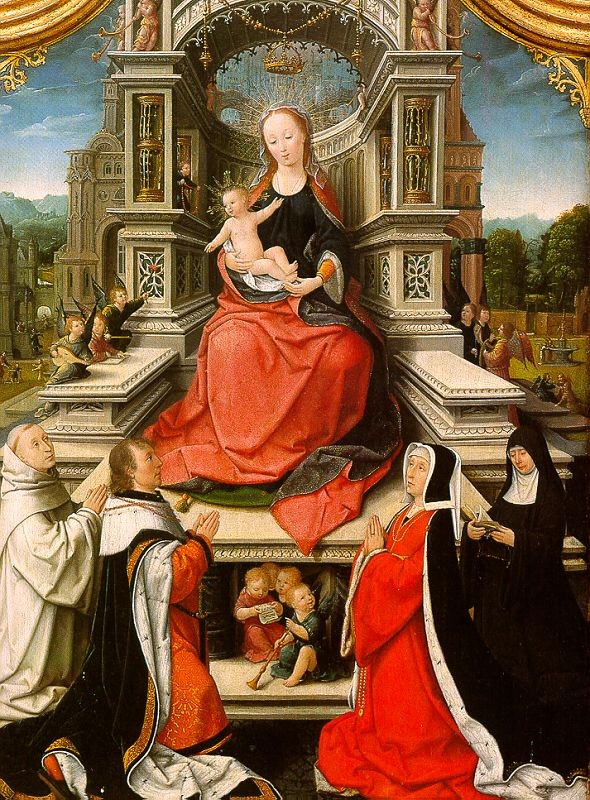
Retable du triptyque du Cellier (1508, détail), New York, Metropolitan Museum of Art.

Fils d'un premier mariage de Georges Bellegambe, artisan spécialisé dans les métiers du bois, demeurant à Douai rue Fosset-Maugart, dans un quartier où résidaient des peintres, des tapissiers et des verriers, Jehan de Bellegambe est élevé dans une famille aisée, dans un milieu d'artisans et d'artistes. On ne sait rien de ses années de formation, mais, selon Françoise Baligand, « l’analyse de sa peinture laisse supposer qu’il s’est formé à Valenciennes auprès de Simon Marmion ou Jan Provost et qu’il a connu les maîtres de Bruges, Tournai et Anvers ». 
L'acte le plus ancien où il est mentionné date de 1504. À cette époque, il est déjà marié à Marguerite Lemaire, fille d'une famille de riches marchands d’huile et de blé, avec laquelle il aura cinq enfants. En 1506, il acquiert une maison au 7 de la rue Saint-Pierre où il installe son atelier qui emploie des compagnons et des apprentis pour le seconder. 
Jehan Bellegambe effectue toute sa carrière dans sa ville natale. Il reçoit des commandes de la ville de Douai, de grandes familles échevinales et de la plupart des plus grandes institutions religieuses de la région. Il entretient notamment des relations étroites et suivies avec les plus hautes autorités ecclésiastiques régionales, les églises de Douai, la cathédrale de Cambrai, les abbayes de Flines, de Marchiennes et d'Anchin faisant appel à lui pour leurs travaux de décoration. Surnommé le « Maître des couleurs », il peint ainsi de nombreux tableaux religieux, triptyques, polyptyques dont les principaux sont conservés à Douai, Arras, Lille, Saint-Pétersbourg, Chicago et New York. Il possédait, en 1528, une maison au coin des rues de la Cloris et du Palais.
Appelé Jehan Bellegambe l'ancien, pour le distinguer de ses descendants également peintres au même prénom, son nom s'écrit tantôt Bellegambe, Belgambe ou Belganb.

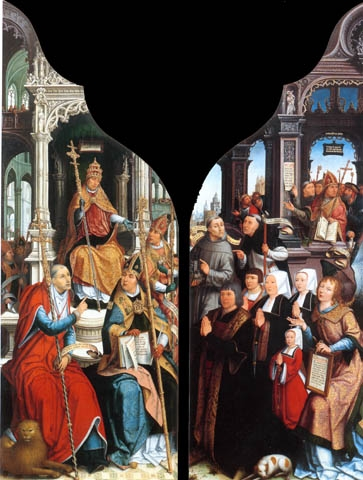
Triptyque de l'Immaculée Conception (1525, détail), musée de la Chartreuse de Douai.

## Œuvres

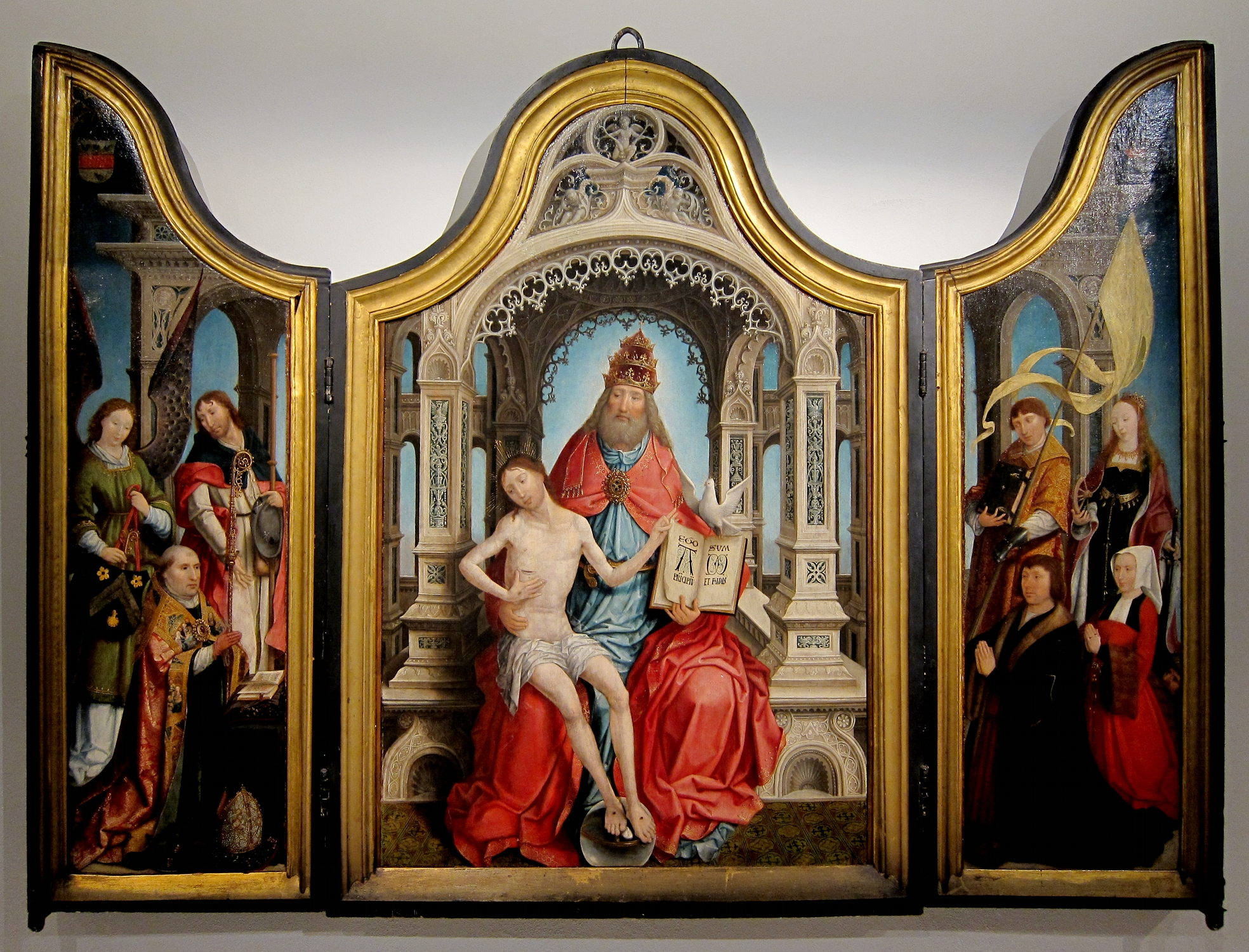
Triptyque de la Trinité de Marchiennes (vers 1520), palais des beaux-arts de Lille.

- Retable triptyque du Cellier (1508). Il représente l'abbaye cistercienne de Flines-lez-Raches, la porterie, le chevet et le transept. Le panneau central avec La Vierge à l'Enfant est conservé au Metropolitan Museum of Art de New York.
- Sainte Barbe (1509), huile sur bois, 87 × 29 cm, acquise en 2011 par le musée de la Chartreuse de Douai. Sainte Barbe, qui devait décorer le volet intérieur gauche d'un petit triptyque portatif, y est reconnaissable à la palme de martyre et à la tour percée de trois fenêtres (allusion à la Trinité) dans laquelle son père l'avait enfermée. L'utilisation de la grisaille montre ici l'intérêt du peintre pour l'art des primitifs flamands.
- Polyptyque d'Anchin (vers 1511), constitué de neuf panneaux. Réalisé pour l'abbaye d'Anchin, c'est un ensemble iconographique riche de témoignages. Il a fait l'objet de cinq années de restauration par le département conservation-restauration des musées de France à Versailles. Il est revenu en exposition le 6 mars 2007 au musée de la Chartreuse de Douai.
- Retable de Saint Adrien de Nicomédie (1515), peinture à l'huile sur chêne, panneau latéral gauche de hauteur 75 cm largeur 33,5 cm, acquis en 1856 et conservé depuis par le musée du Louvre département des peintures. Le saint est représenté en pied avec cuirasse, de trois-quarts avec épée, sur fond de ville.
- La Trinité ou Triptyque de Marchiennes (entre 1513-1518), réplique de la partie centrale du polyptyque d'Anchin exécuté pour l'abbaye de Marchiennes, acquis en 1882 et conservé par le palais des beaux-arts de Lille.
- Triptyque de l'Annonciation (vers 1516-1517), conservé au musée de l'Ermitage de Saint-Pétersbourg. Le donateur agenouillé est Guillaume de Bruxelles, l'abbé de l'abbaye de Saint-Amand à Valenciennes et de Saint-Trond, près de Liège. Saint Amand et saint Trond sont représentés sur les volets latéraux.
- Le sacre de saint Martin (1517), peint pour le maître-autel de l'église Saint-Martin de Templeuve-en-Pévèle, actuellement exposé au siège de la Société historique du Pays de Pévèle (SHPP), à Templeuve-en-Pévèle.
- Sainte Catherine d'Alexandrie et Sainte Barbara (1520), conservés à l'Art Institute of Chicago. Acquisition en 1983 de la collection George F. Harding. Ce sont probablement les deux volets latéraux d'un triptyque.
- Triptyque du jugement dernier (1523), conservé à la Gemäldegalerie de Berlin.
- Le Bain mystique (1510-1525), triptyque exécuté pour l'abbé Charles Coguin peinture à l'huile sur bois, hauteur 81 cm, avec inscriptions des armes de l'abbaye d'Anchin, acquis en 1882 et conservé par le palais des beaux-arts de Lille. Restauré en 1921 et 1966.
- Triptyque de l'Immaculée Conception (1525), conservé au musée de la Chartreuse de Douai. Le panneau central a disparu. Dédié par Jean Pottier, échevin de Douai depuis 1516, à sa fille Marguerite très malade. Elle désirait être enterrée dans la chapelle des récollets wallons de Douai et utiliser sa dot à la réalisation d'un retable dédié à l'Immaculée Conception. La famille Pottier y est représentée.
- Triptyque de l'Adoration de l'Enfant Jésus (vers 1528), conservé au musée des beaux-arts d'Arras.
- Triptyque de la crucifixion, conservé au Museum der bildenden Künste de Leipzig.
- Triptyque de la Sainte Trinité, conservé au musée du Colombier, à Alès, dans le Gard.
- Triptyque Les Apprêts de la Crucifixion, conservé au musée des Beaux-Arts d'Arras[4].

## Bibliographie

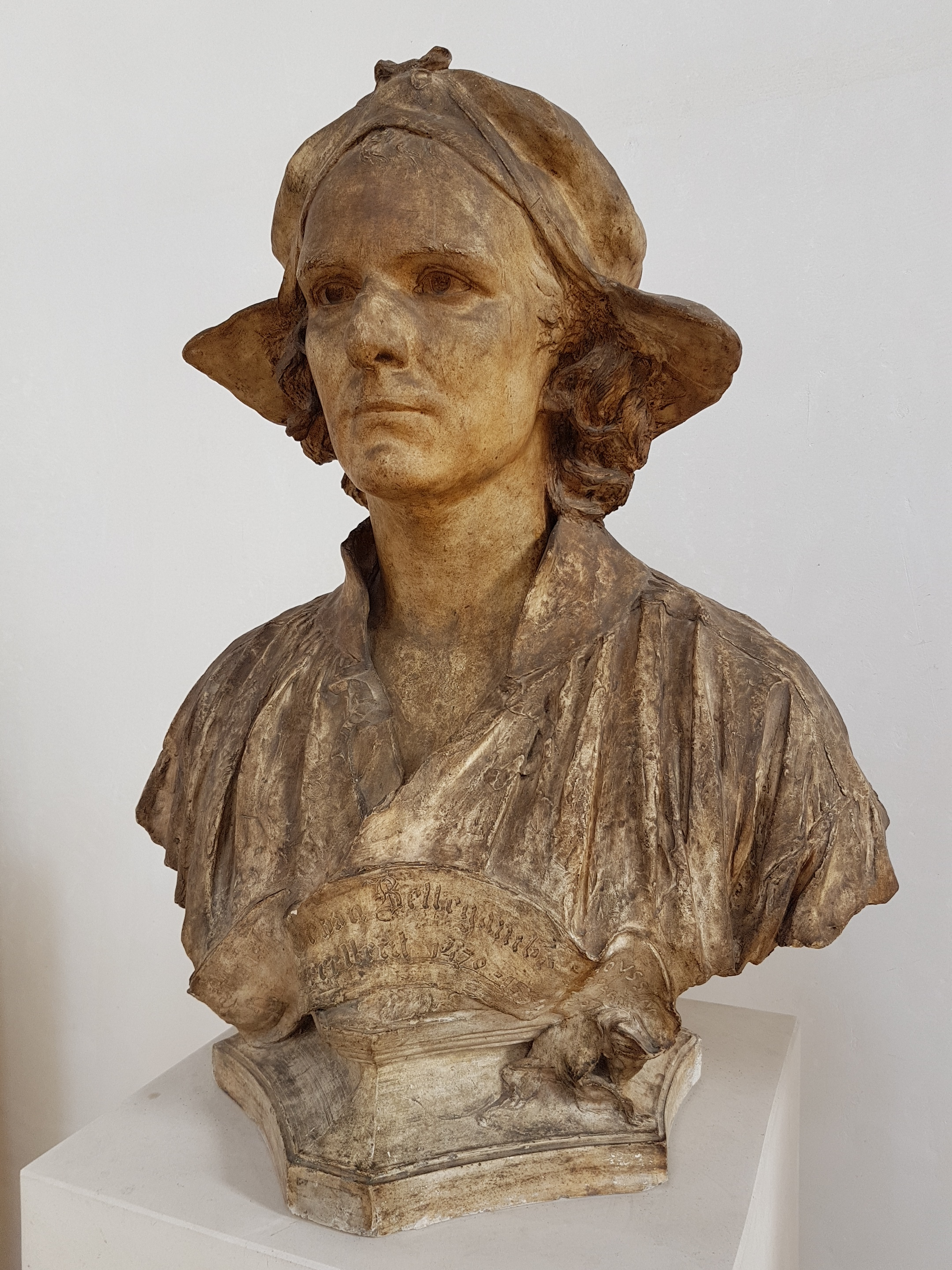
Buste de Jehan Bellegambe réalisé à la fin du par Édouard Houssin.